# La France sentimentale
La France sentimentale est un roman de Jean Giraudoux publié le 13 décembre 1930 aux éditions Grasset.

## Éditions
- La France sentimentale, éditions Grasset, 1932